# صفی‌آباد (کرمانشاه)
صفی‌آباد (کرمانشاه)، روستایی واقع در بخش مرکزی کرمانشاه و در دهستان میان دربند است.
مردم این روستا کرد هستند و زبان آنها کردی و به گویش کلهری کرمانشاهی سخن میگویند.
روستای صفی آباد دهی خوش آب و هواست که دردامنه ی کوهی بلند و در جوار رودخانه ی رازآور بنا شده است.
شغل اصلی مردم این روستا کشاورزی است و عده ای نیز به دامداری مشغول هستند
بهار صفی آباد بسیار خرم و دلنشین و آب و هوایی بسیار روح نواز دارد.
از دلایل خوش آب و هوا بودن این روستا میتوان به موقعیت جغرافیایی خاص آن اشاره کرد؛چرا که این ده در حد فاصل بین رودخانه ی خروشان رازآور و تالاب هشیلان و سراب سبزعلی واقع شده است.که از سمت شرق به راز آور و از جهت غرب به تالاب هشیلان وصل میشود.
اما با وجود این که تالاب هشیلان مکانی زیبا برای جذب گردشگر است و یکی از راههای منتهی به تالاب,مسیر روستای صفی آباد است متاسفانه جاده ی روستای صفی آباد هنوز مسیری خاکی است که تردد خودروهای اهالی روستا,مهمانان و توریست هایی که جهت بازدید از تالاب از این مسیر را انتخاب می‌کنند سخت است و گاهی در فصل زمستان سخت تر هم میشود.
مردم روستای صفی آباد مردمی باصفا و اصیل و اخلاق مدار هستند که مهمان نوازی و تواضع از خصلت های بارز این مردم شریف و زحمت کش است
همبستگی و همکاری در مراسمات مختلف عزا و شادی از خصوصیات دیرینه ی مردم صفی آباد است که از گذشتگان به ارث برده اند.
روستای صفی آباد از شرق به رود رازآور و بزرگراه کرمانشاه سنندج و روستای محمود آباد و گاکیه
از شمال به کوه و در نهایت روستای سرتیپ آباد
از غرب به روستای لعل آباد
و از جنوب به روستای احمدآباد محدود میشود
کانال احداث شده جهت آبرسانی به زمین های کشاورزی جنوب روستا را از زمین های کشاورزی جدا کرده است که همین امر هم باعث کاهش دید ساکنان بخش کم ارتفاع روستا و عدم دسترسی به مناظر زیبای دشت صفی آباد شده است
معروفترین و قدیمی ترین محصول کشاورزی روستای صفی آباد که تمامی اهالی کرمانشاه بخش میاندربند را با آن می‌شناختند میوه ی هندوانه است که در دهه های گذشته کشت آن بسیار رواج داشت اما امروزه به دلیل کاهش صرفه ی اقتصادی و همچنین کمبود آب کشت هندوانه کمتر انجام میشود.
اما دیگر محصولات تولیدی کشاورزی روستا به ترتیب کثرت شامل گندم،نخود،ذرت،سیب زمینی،کلزا و چغندر می‌باشد.

## جمعیت
این روستا در دهستان میان‌دربند قرار دارد و بر اساس سرشماری مرکز آمار ایران در سال ۱۳۸۵، جمعیت آن ۱۲۷ نفر (۲۹خانوار) بوده‌است.